# Houston (Minnesota)
Houston – miasto w Stanach Zjednoczonych, w stanie Minnesota, w hrabstwie Houston.